# Acrosorus tenuis
Acrosorus tenuis är en stensöteväxtart som beskrevs av Barbara S. Parris. Acrosorus tenuis ingår i släktet Acrosorus och familjen Polypodiaceae. Inga underarter finns listade.